# Salviniaceae
Ver Pteridophyta para una introducción a las plantas vasculares sin semilla
Las salviniáceas (o helechos flotantes, nombre científico Salviniaceae) son helechos acuáticos con dos representantes bien definidos: Salvinia es un conocido invasor de diques y aguas estancadas, Azolla es cultivado en los campos de arroz debido a su asociación con una bacteria fijadora de nitrógeno. Los dos géneros están agrupados en la misma familia porque comparten su estructura de reproducción antes llamada "esporocarpo de origen indusial", hoy considerada soro sostenido por un soróforo con (en Azolla) o sin (en Salvinia) cubierta del soróforo (ver referencias). También, a diferencia de otros helechos acuáticos, son los únicos helechos flotantes, no arraigados a ningún sustrato.

## Caracteres
Con las características de Pteridophyta.
Raíces presentes (Azolla) o ausentes (Salvinia). Tallos protostélicos, ramificados dicotómicamente. 
Hojas sésiles (sin pecíolo), dispuestas en el tallo de forma alterna, pequeñas (entre 1 y 25 milímetros de longitud), redondeadas a oblongas, enteras. Venas libres (Azolla) o anastomosadas (Salvinia). 
Esporas de dos morfos (plantas heterospóricas): megasporas grandes y microsporas pequeñas. Esporas globosas, trilete. Germinación endospórica. 
Número de cromosomas x = 9 (Salvinia, el menor número de cromosomas encontrado en helechos), 22 (Azolla).
Reinterpretación del esporocarpo. A la vista de que salviniáceas y marsileáceas poseen un ancestro común, y que el "esporocarpo de origen indusial" de las salviniáceas no es homólogo al "esporocarpo de origen foliar" de las marsileáceas, Nagalingum, Schneider y Pryer proponen que el "esporocarpo de origen indusial" de las salviniáceas pase a llamarse directamente soro, que la rama portadora de soros pase a llamarse esporoforo (homólogo al esporoforo de marsileáceas) y se considere que las salviniáceas poseen un esporocarpo que ha perdido la cubierta del esporocarpo en forma secundaria (Nagalingum, Schneider y Pryer 2006).

## Ecología y Evolución
Plantas acuáticas flotantes, no arraigadas.
Subcosmopolitas.
El registro fósil comienza en el Cretácico (Collinson 1996).

## Taxonomía
Introducción teórica en Taxonomía
La clasificación más actualizada es la de Christenhusz et al. 2011 (basada en Smith et al. 2006, 2008); que también provee una secuencia lineal de las licofitas y monilofitas.
- Familia 17. Salviniaceae Martinov, Tekhno-Bot. Slovar: 559 (1820).  Sinónimo: Azollaceae Wettst., Handb. Syst. Bot. 2: 77 (1903).

2 géneros (Azolla, Salvinia). Referencia: Reid  et al. (2006).

### ClasificaciónsensuSmithet al.2006
Taxones superiores: Plantae (clado), Viridiplantae, Streptophyta, Streptophytina, Embryophyta, Tracheophyta, Euphyllophyta, Monilophyta, Clase Polypodiopsida, Orden Salviniales, familia Salviniaceae. Incluye Azollaceae.
 2 géneros:
- Salvinia
- Azolla

Unas 16 especies.

## Filogenia
Introducción teórica en Filogenia
Monofilético (Pryer et al. 1995, 2004b, Reid et al. 2006). 
Algunos autores separan los géneros en dos familias (Schneller en Kubitzki 1990).

### Lecturas recomendadas
- Pryer, Kathleen M., Harald Schneider, Alan R. Smith, Raymond Cranfill, Paul G. Wolf, Jeffrey S. Hunt y Sedonia D. Sipes. 2001. "Horsetails and ferns are a monophyletic group and the closest living relatives to seed plants". Nature 409: 618-622 (resumen en inglés aquí).

- A. R. Smith, K. M. Pryer, E. Schuettpelz, P. Korall, H. Schneider, P. G. Wolf. 2006. "A classification for extant ferns". Taxon 55 (3), 705-731 (pdf aquí)